# Sorbischer Rundfunk
Sorbischer Rundfunk (baix sòrab Serbski rozgłos, alt sòrab Serbski rozhłós, és a dir Ràdio Sòrab) és el nom dels programes emesos per Ràdio Central d'Alemanya (MDR) i Rundfunk Berlin-Brandenburg (RBB) en les dues llengües estàndard sòrab.

## Història
Ja en els anys 1920 i 1930 hi hagué els primers intents, tot i que esporàdics, per personatges com Bjarnat Krawc, d'emetre programes en sòrab en la ràdio alemanya. Als arxius musicals dels estudis de Bautzen hi ha una gravació de veu incompleta, datada i localitzada potser per la Ràdio Central Alemanya AG Leipzig el 1928.
En els anys 1946/47 Ràdio Txecoslovàquia va emetre des de Praga diversos programes en sòrab que van ser iniciats pel Consell Nacional Sòrab. El primer programa de ràdio en sòrab a Alemanya es va emetre el 14 d'octubre de 1948. A instàncies de Pawoł Nedo, aleshores president de Domowina, es va emetre a partir d'aleshores un programa de 15 minuts cada dues setmanes en baix sòrab des de l'emissora de Dresden (alguns des de Leipzig) i des de 1953 des de Potsdam. Tanmateix, la resposta dels oients fou petita degut al cap de poc d'emissió i al canvi constant de freqüència.
Una vegada més a petició de Domowina, el 22 de març de 1953 la Comissió Estatal de Radiodifusió de la República Democràtica Alemanya va crear un estudi de ràdio sòrab amb seu a Görlitz. Encara que fora de la zona de parla sòrab estava ben dotat de tecnologia de radiodifusió. El cap dels estudis era Klaus Hemmo de Krauschwitz (Saxònia), qui va ser l'únic periodista de ràdio a la RDA d'origen sòrab. El seu personal no tenia titulació de periodisme, ni un arxiu de cinta de música o de veus, i va haver de ser crear-les sobre la marxa La taxa de temps d'aire en els primers anys fou de 70 minuts a la setmana, i el programa va ser transmès pel transmissor d'ona mitjana de Reichenbach o Löbau.
Les emissions dels estudis de Görlitz funcionaren inicialment gairebé exclusivament en alt sòrab. El 1955 es tornaren més irregulars, i a partir de l'1 d'abril de 1956 s'amplià el temps de transmissió setmanal a 90 minuts, incloent 20 minuts en baix sòrab.
El 31 de desembre de 1956 fou dissolt el Sorbische Studio beim Staatlichen Rundfunkkomitee (Estudi Sòrab al Comitè de Ràdio Estatal) i va continuar com a "Sorbische Redaktion" de Radio DDR, canal de Cottbus. Els programes del "Sorbischen Studio Bautzen" en alt sòrab els feien els redactors de Cottbus i en baix sòrab als estudis de Groß Zeißig a Hoyerswerda. No es van fer programes religiosos fins al 1988, poc abans de la caiguda del mur de Berlín.

## Ràdio
Les emissions de la RBB per a Bramborske Serbske Radijo (Ràdio Sòrab Brandenburg) són fetes en baix sòrab des de l'estudi de Cottbus (a Internet a www.rbb-online.de/radio/sorbisches_programm és habitual escoltar les emissions que han de sortir a l'aire l'endemà). Les emissions de la MDR per a Serbski Rozhłós (Ràdio Sòrab) són fetes en alt sòrab als estudis de la MDR a Bautzen (a internet només com una seqüència en directe a www.mdr.de/serbski-program/rundfunk).

### Temps d'emissió
Els programes sòrabs no s'emeten cada dia, només unes poques hores al dia. S'emeten en els següents horaris:
- De dilluns a divendres de 5 a 9 hores - Frühmagazin de la MDR
- De dilluns a divendres de 12 a 13 hores - Programes de la RBB 
  - Dilluns: Łužyca cora a źinsa (Lusàcia, passat i present)
  - Dimarts: Muzika – rad słyšana (Música - com un)
  - Dimecres: Magacin k połudnju (L'actualitat setmanal)
  - Dijous: Łužyske impresije (Impressions lusàcies)
  - Divendres: Muzika a porucenja (Música i Servei)
- De dilluns a diverndres de 19 a 20 hores - Programes de la RBB
  - Repetició del programa de les 12 hores
  - Primer dijous del mes a les 12.10 revista juvenil Bubak
- Dilluns de 20 a 22 hores - Programa juvenil Ràdio Satkula de la MDR
- Dissabte de 6 a 10 hores - Frühmagazin de la MDR
- Diumenges i festius d'11 a 12:30 - Programa familiar de la MDR
- Diumenges i festius de 12:30 a 14 hores - Programa familiar de la RBB

### Recepció
| Freqüència | Transmissió                      | ERP   | Programes                                             |
| ---------- | -------------------------------- | ----- | ----------------------------------------------------- |
| 93,4 MHz   | Cottbus/Calau                    | 60 kW | Inforadio                                             |
| 100,4 MHz  | Canal Groß-Zeissig a Hoyerswerda | 30 kW | MDR 1 Radio Sachsen (amb programa regional a Bautzen) |

## Televisió
MDR i RBB envien els seus propis programes de televisió en sòrab a través del satèl·lit SES Astra. El primer dissabte del mes, la MDR emet a les 12:20-12.50 Wuhladko només per a Saxònia. Repeteix el dilluns següent a les 9.20 i la RBB el segon dissabte del mes de 14.00-14.30. La RBB emet el magazine Łužyca cada tercer dissabte del mes de 14:00 a 14:30, i es repeteix la nit del dimarts següent, i la MDR (per a Saxònia) en el quart dissabte de cada mes a les 12.20.